# Bravo-Jahrescharts 2005
Die Bravo-Jahrescharts werden zum Jahresende von der Bravo-Redaktion als Hitliste erstellt. Die Jugendzeitschrift Bravo erscheint seit 1956 und enthält in jeder Wochenausgabe eine Hitliste, die von den Lesern gewählt wurde. Seit 1960 können die Bravo-Leser außerdem ihre beliebtesten Gesangsstars wählen und dekorieren sie mit dem Bravo Otto.

## Bravo-Jahrescharts 2005
1. All (I Ever Want) – Alexander feat. Sabrina Weckerlin – 271 Punkte
2. Durch den Monsun – Tokio Hotel – 218 Punkte
3. My Love Is Crazy – John Sutherland – 215 Punkte
4. Maria – US5 – 209 Punkte
5. Out of Touch – Uniting Nations – 207 Punkte
6. Boulevard of Broken Dreams – Green Day – 197 Punkte
7. I Just Wanna Live – Good Charlotte – 185 Punkte
8. Cool Vibes – Vanilla Ninja – 178 Punkte
9. Do Somethin’ – Britney Spears – 164 Punkte
10. Rumors – Lindsay Lohan – 164 Punkte
11. Incomplete – Backstreet Boys – 164 Punkte
12. The Infant Light – Jeanette und außerdem Suavemente – Scooter – 158 Punkte
13. Just Because of You – US5 – 157 Punkte
14. Love to Be Loved by You – Marc Terenzi – 153 Punkte
15. California – Phantom Planet – 146 Punkte
16. The Sound of San Francisco – Global Deejays – 145 Punkte
17. Truly Yours – Stephanie D. – 142 Punkte
18. Don’t Close Your Eyes – 4 United und außerdem Zeit für Optimisten – Silbermond – 140 Punkte

## Bravo-Otto-Wahl 2005

### Superband Rock
1. Goldener Otto: Tokio Hotel
2. Silberner Otto: Green Day
3. Bronzener Otto: Rammstein

### Superband Pop
1. Goldener Otto: US5
2. Silberner Otto: The Pussycat Dolls
3. Bronzener Otto: Backstreet Boys

### Supersänger
1. Goldener Otto: Marc Terenzi
2. Silberner Otto: Robbie Williams
3. Bronzener Otto: Xavier Naidoo

### Supersängerin
1. Goldener Otto: Sarah Connor
2. Silberner Otto: Kelly Clarkson
3. Bronzener Otto: Christina Stürmer

### Hip Hop International
1. Goldener Otto: 50 Cent
2. Silberner Otto: Eminem
3. Bronzener Otto: The Black Eyed Peas

### Hip Hop National
1. Goldener Otto: Fettes Brot
2. Silberner Otto: Bushido
3. Bronzener Otto: Samy Deluxe